# Håkon Brusveen
Håkon Brusveen, född 15 juli 1927 i Vingrom nära Lillehammer, död 21 april 2021 i Lillehammer, var en norsk längdåkare som vann guld på 15 km och silver i stafett i olympiska vinterspelen 1960. 
Han fick Holmenkollenmedaljen 1958. Efter sin aktiva karriär arbetade han som expertkommentator för radiosporten i NRK.